# King Hu
King Hu (Wu Kam Chuen, 胡金銓 | mandarín: Hú Jīn Quán | cantonés: Wu Gam Chyun), también conocido como King Chuan (金銓) era un actor, escritor y director cinematográfico chino, nacido en Pekín el 29 de abril de 1931 y fallecido en Taipéi el 14 de enero de 1997. 

## Biografía
En 1949 se trasladó a Hong Kong para trabajar como dibujante publicitario. Tras una temporada trabajando como diseñador publicitario en el Wing Wa Studio, accedió al mundo del cine como decorador. En 1954, el director Yen Chun le dio la oportunidad de hacer un pequeño papel en su película The Man Who Gets Slapped (estrenada en 1958 como Humiliation for Sale y Laughter and Tears) y luego lo contrató como asistente de dirección. Así Hu empezó a interesarse por el campo de la interpretación y la dirección. Además compaginaba esta ocupación con la de productor, escritor y locutor de programas dramáticos para la radio. En 1957 el prestigioso director Li Han Hsiang introdujo a Hu en los estudios de la Shaw Bros. como actor y guionista. Además Hu ejerció de asistente de dirección en algunos films de Li. Aunque oficialmente su debut como director fue el musical The Story of Sue San en 1963, en realidad fue un proyecto supervisado por el propio Li, siendo pues su verdadero debut Sons of Good Earth en 1964. 
Hu será sin embargo recordado siempre por su contribución al género de las artes marciales, pues fueron él y Chang Cheh los directores que lo revitalizaron a mediados de los años 60. Con Bebe conmigo (1966) Hu desarrolló su personal estilo de dirección, muy diferente del de su homólogo Chang, que confirmó al año siguiente, ya fuera de la Shaw Bros. tras establecerse en Taiwán, con Dragon Gate Inn (1967) y su obra más importante, Un toque de Zen (1969-71) filmada en dos partes y con un duración de alrededor de 4 horas, que fue galardonada en el Festival de Cannes de 1975. La cuidada técnica de Hu, basada en escenificaciones propias de la Ópera de Pekín, y generalmente coreografiada por especialistas de la talla de Han Ying Chieh o Sammo Hung, se ganó la admiración de la crítica internacional. 
Tras estas películas Hu continuó realizando films en Taiwán hasta mediados de los 80. Tras el desastroso proyecto de Swordsman (1990), producida por Tsui Hark, que fue completado por otros directores, su último film completado fue la anodina Painted Skin en 1993. Estaba preparando su última película, Wa Gung Huet Lui Si cuando falleció repentinamente por problemas del corazón.